# روبرت ويليامز الثالث
روبرت ويليامز الثالث (مواليد 17 أكتوبر 1997) هو لاعب كرة سلة أمريكي يلعب في مركز لاعب هجوم قوي الجسم أو لاعب وسط في نادي بوسطن سيلتكس.

## روابط خارجية
- روبرت ويليامز الثالث على موقع إن بي أي (الإنجليزية)
- روبرت ويليامز الثالث على موقع سبورتس رفرنس (الإنجليزية)
- روبرت ويليامز الثالث على موقع كرة السلة الأوروبية.كوم (الإنجليزية)
- روبرت ويليامز الثالث على موقع إي إس بي إن.كوم (الإنجليزية)
- روبرت ويليامز الثالث على موقع كلية كرة السلة في سبورتس رفرنس.كوم (الإنجليزية)
- روبرت ويليامز الثالث على موقع ريلجم (الإنجليزية)
- روبرت ويليامز الثالث على موقع بروبوليرز (الإنجليزية)
- روبرت ويليامز الثالث على موقع سبورتس رفرنس (الإنجليزية)